# Jon Hinson
Jon Clifton Hinson est un homme politique américain, né le 16 mars 1942 et mort le 21 juillet 1995. Membre du Parti républicain, il siège à la Chambre des représentants des États-Unis de 1979 à sa démission en 1981.

## Biographie
Jon Hinson est diplômé de l'université du Mississippi en 1964 et rejoint la réserve des United States Marine Corps jusqu'en 1970. Il est successivement l'assistant parlementaire des représentants Charles H. Griffin (en) (1968-1973) et Thad Cochran (1973-1977).
En 1978, il est élu à la Chambre des représentants des États-Unis dans le 4e district du Mississippi, succédant à Cochran. Il devance largement le fils du sénateur démocrate John C. Stennis et trois autres candidats. Républicain conservateur, il représente une circonscription du sud-ouest de l'État.
En août 1980, il organise une conférence de presse pour répondre aux accusations d'homosexualité le concernant. Bien que marié, il avoue avoir été inculpé en 1976 pour « avoir commis des actes obscènes » au USMC War Memorial, connu pour être un lieu de rencontre gay, et être l'un des survivants de l'incendie mortel qui s'est déroulé lors de la projection d'un film homosexuel pour adultes en 1977,. Il nie cependant être homosexuel et est réélu de justesse en novembre suivant.
Le 5 février 1981, Hinson est arrêté par la police et inculpé pour sodomie, après avoir été découvert dans les toilettes avec un assistant de la bibliothèque du Congrès,. Il démissionne de son mandat de représentant le 13 avril suivant.
Après sa démission, Hinson fait son coming out et devient un militant des droits LGBT. Il réside dans la banlieue de Washington et ne retourne jamais dans le Mississippi. En juillet 1995, il meurt d'une insuffisance respiratoire due au SIDA.